# Delfina Pignatiello
Delfina Narella Pignatiello (San Isidro, 19 de abril de 2000) es una exnadadora argentina.
Obtuvo tres medallas en el Campeonato Mundial Junior de 2017, dos medallas en los Juegos Olímpicos de la Juventud de Buenos Aires 2018, tres medallas de oro en los Juegos Panamericanos de 2019, entre otros títulos. Posee también récords absolutos argentinos en 200, 400, 800 y 1500 metros libres, siendo estos dos últimos también récords sudamericanos.

## Biografía
Es hija de una profesora de educación física e instructora de natación. Nació en Martínez, en el 2000. A los ocho meses de vida, su mamá la metió por primera vez en el agua. Cerca de los 13 años empezó a inscribirse en competencias. A los 14 años ya formaba parte de la Selección nacional de natación. 
El 15 de septiembre de 2019, tras haber obtenido tres medallas de oro en los Juegos Panamericanos de ese año, fue nombrada Socia Honoraria del Club Atlético Independiente.

## Carrera deportiva

### 2016-2018: Reconocimiento y medallas mundiales
En 2016 obtuvo el sexto puesto en el Campeonato Mundial en Piscina Corta.  En 2017, participó en el Campeonato Mundial Junior realizado en Indianápolis, Estados Unidos, en donde se proclamó bicampeona en 800 y 1500 metros libre. Además, ganó la medalla de plata en 400 metros libre. En los Juegos Suramericanos de la Juventud de 2017, fue abanderada de la delegación y obtuvo tres medallas de oro, tres de plata y dos de bronce.

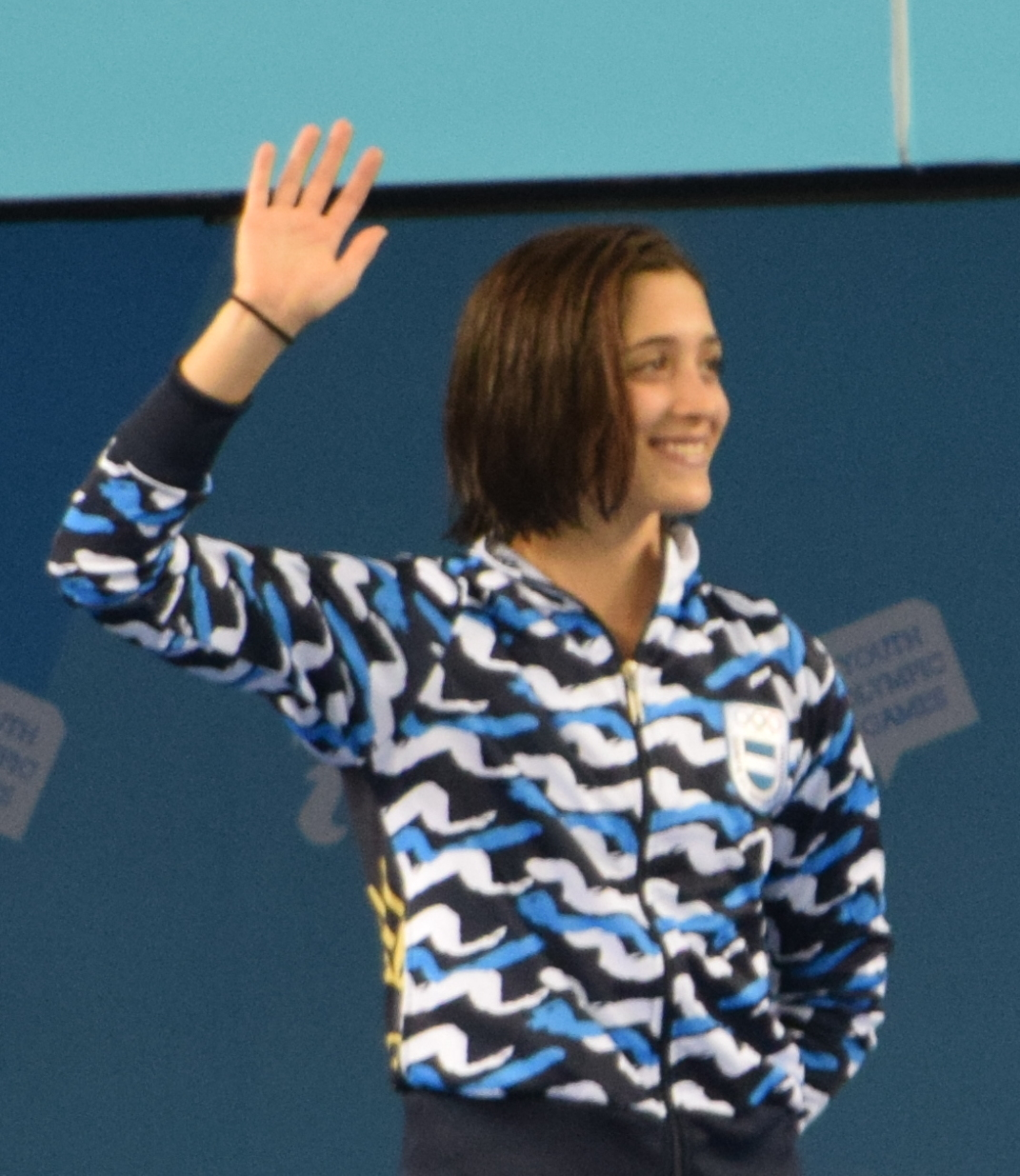
Pignatiello en los Juegos Olímpicos de la Juventud, año 2018.

Obtuvo dos medallas de plata en los Juegos Olímpicos de la Juventud 2018 en 400 y 800 metros libre.

### 2019-2022: Triple oro, mejor marca y Juegos Olímpicos
En los Juegos Panamericanos de 2019, obtuvo la medalla de oro en 400, 800 y 1500 metros libres, convirtiéndose así en la primera nadadora argentina en ganar tres medallas de oro en Juegos Panamericanos. Por su gran rendimiento, fue la abanderada de la delegación nacional en la ceremonia de clausura.
En el Tour Mare Nostrum de 2019 hizo las mejores Marcas de su carrera: 15:51:68 en 1500 metros libres (medalla de oro y récord sudamericano), 8:24.33 en 800 metros libres (medalla de plata y récord sudamericano) y 4:06:61 en 400 metros libres (medalla de plata y récord argentino).
En los Juegos Olímpicos de Tokio 2020, participó en los 1500 metros libres quedando en 29.ª posición con un tiempo de 16:33:69 y en los 800 metros libres quedando en la 27.ª posición con un tiempo de 8:44:85.

### Retiro del deporte de alto rendimiento

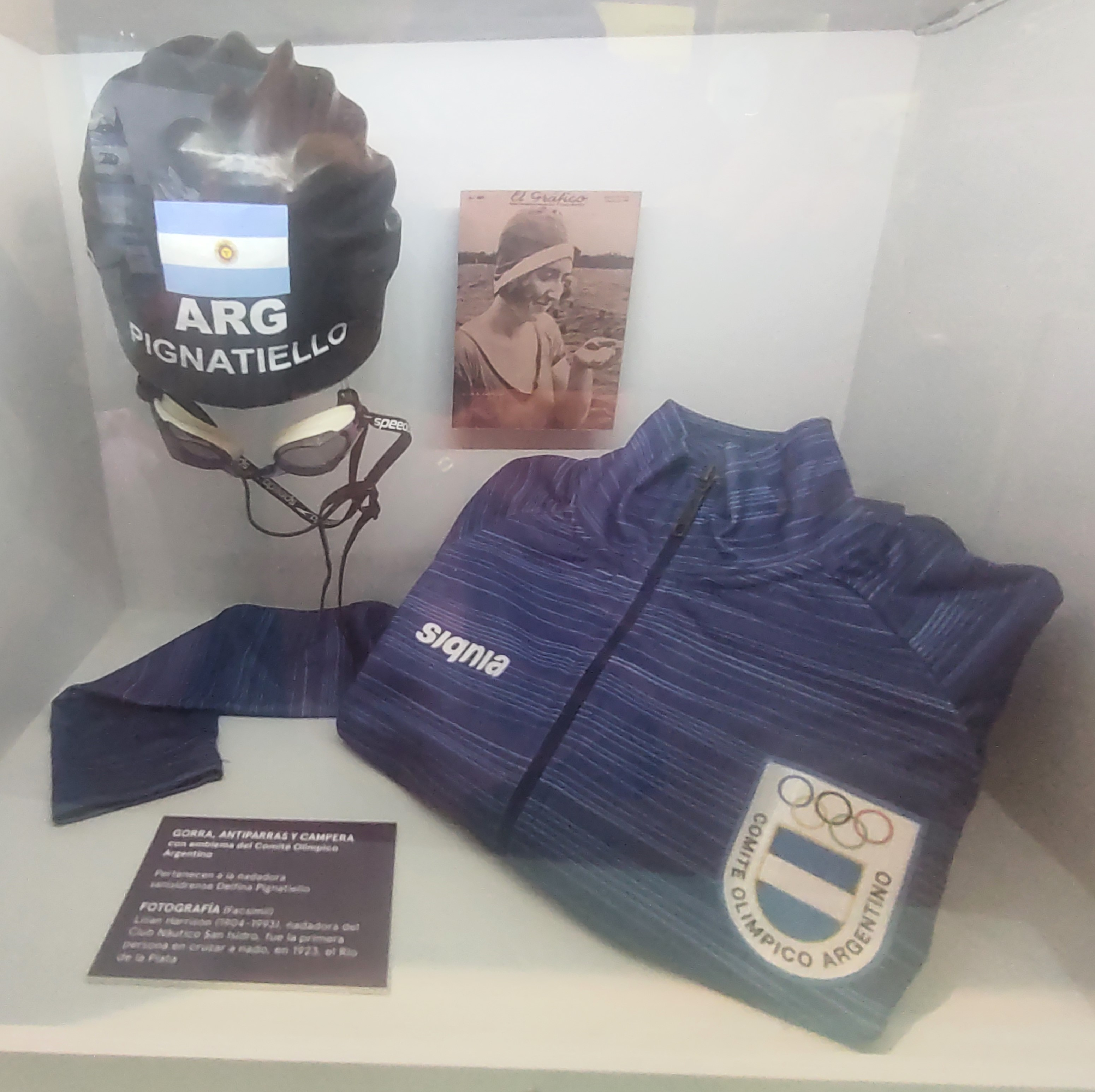
Gorra, antiparras y campera pertenecientes a Delfina Pignatiello (al fondo, fotografía de Lilian Harrison, primera persona en cruzar a nado el Río de La Plata).

En junio de 2022, a los 22 años, anunció que daría un "paso al costado del alto rendimiento y la competencia". Sin embargo, aclaró que sigue practicando el deporte con menor frecuencia. También, en su comunicado en redes sociales, contó que se dedicaría a la fotografía.
El 13 de julio de 2023, anunció el lanzamiento de su primer libro "Diarios de Delfín" que cuenta tanto su vida personal como deportiva.

## Premios y distinciones
- Olimpia de oro (2017)[23][4]

- Olimpia de plata (2017)[24]

- Olimpia de plata (2018)[25]

- Distinción: Atleta Femenina del año -premio otorgado por el Comité Olímpico Argentino- (2019)[26]

- Olimpia de plata (2019)[27]

- Diploma al Mérito Konex (2020)[28]